# 西湖区 (南昌市)
西湖区是中国江西省南昌市的一个市辖区、南昌市中心城區之一，位於南昌市中部，長江中下游南岸、贛江東側，區政府駐朝陽洲街道。

## 行政区划
西湖区下辖10个街道办事处
南浦街道、朝阳洲街道、广润门街道、绳金塔街道、丁公路街道、南站街道、桃源街道、朝农街道、桃花街道和九洲街道。
根據第七次人口普查數據，截至2020年11月1日零時，西湖區常住人口485161人。

## 交通
- 昌赣客运专线：南昌站